# 밝아오는 새아침
밝아오는 새아침은 KBS 1라디오에서 방송했던 농어촌 관련 프로그램이다. 진행자는 김홍수이며, 방송시간은 매일 새벽 5시 5분부터 새벽 5시 50분까지이다. 2003년 7월 13일 자로 12년만에 폐지되었다.